# Jan Vertonghen
Jan Bert Vertonghen (Sint Niklaas, Flandes Oriental, 24 de abril de 1987) es un exfutbolista belga que jugaba como defensa.

## Trayectoria

### Ajax Ámsterdam
Después de pasar algún tiempo jugando en las inferiores del VK Tielrode y del Germinal Beerschot, Vertonghen se trasladó a Holanda para fichar por el Ajax, empezando desde las series menores. Inicialmente jugó de centrocampista, aunque después cambió su posición a la de defensa central.
Durante su instancia con el equipo de los reservas, se hizo conocido por un incidente ocurrido el 20 de septiembre de 2005 en un partido por la segunda ronda de la Copa ante el Cambuur en su primer partido en el Ámsterdam Arena, donde marcó un extraño gol. Mientras su compañero Derk Boerrigter estaba recibiendo atención médica, dio un pase al portero rival Peter van der Vlag, pero éste no atrapó el disparo, acaparando la atención de los jugadores y de los espectadores. Aunque el error del arquero no fue intencional, en un notable gesto de deportividad, el Ajax le permitió al Cambuur anotar un gol. Finalmente el partido terminaría tres a uno a favor del filial ajacied.
El 23 de agosto de 2006 debutó en el primer equipo en el partido de vuelta de la tercera ronda previa de la Champions League 2006-07 ante el FC Copenhague danés, ingresando a los 59 minutos en reemplazo de Hedwiges Maduro. El partido acabaría 0-2 a favor de los daneses, resultado que dejó al equipo neerlandés eliminado por un marcador global de 2-3. Hizo además su debut en la liga doméstica el 3 de diciembre ante el Willem II, partido que se jugó en el Ámsterdam Arena y que se saldó con triunfo local por seis a cero. 
Hasta mitad de la temporada bajo la dirección de Henk ten Cate jugó otros dos duelos más por la Eredivisie y disputó dos encuentros por la Copa de la UEFA antes de irse a préstamo al RKC Waalwijk.
Con el fin de que ganara más experiencia, durante el mercado invernal en enero de 2007 fue cedido por lo que restaba de temporada al RKC Waalwijk, equipo que estaba en los últimos lugares peleando el descenso a la Eerste Divisie. Realizó su debut por el RKC el 3 de febrero disputando todo el partido frente al NAC Breda, encuentro que acabó en derrota por 2-1. La fecha siguiente anotó su primer gol en la temporada en la victoria por 2-0 sobre el Heracles Almelo. Inmediatamente tras su llegada se convirtió en titular indiscutido para el técnico Mark Wotte, siendo ubicado como mediocampista izquierdo. El 25 de febrero anotó a los 36 minutos el empate parcial frente al Vitesse en la victoria de su equipo por 3-1. El 8 de abril le marcó al club dueño de su pase, el Ajax, encuentro que terminó en empate a 2. Este resultado fue clave en las aspiraciones del Ajax, ya que finalmente esa temporada no lograría el título debido a la diferencia de goles con el PSV Eindhoven tras quedar empatados en puntaje. 
Pese a jugar 12 partidos y anotar 3 goles en la Eredivisie durante su breve estancia en el RKC, no pudo evitar el descenso de categoría de parte de este club. El equipo quedó ubicado en el penúltimo puesto, debiendo disputar los Play-offs de descenso donde perdió la categoría frente al VVV-Venlo tras perder el tercer partido definitorio por 3-0.

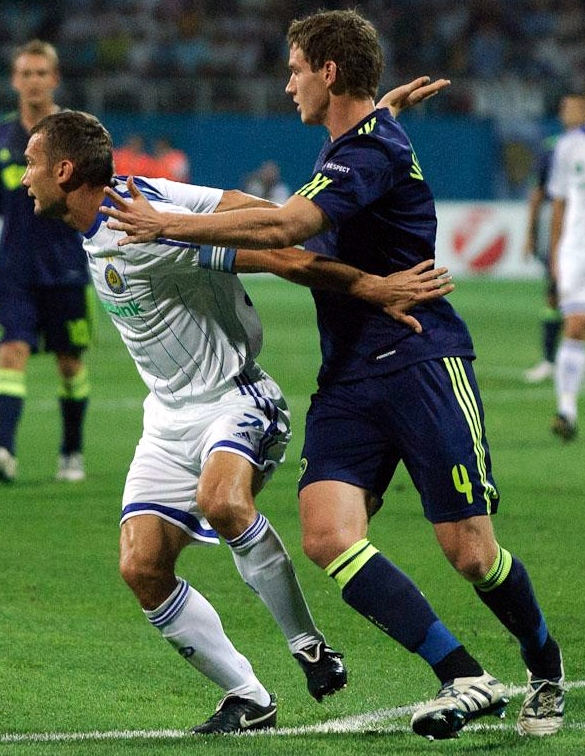
Vertonghen con Andriy Shevchenko, en un duelo Ajax-Dinamo de Kiev por la previa de la Liga de Campeones

Vertonghen regresó al Ajax para la temporada 2007-08 con el fin de asentarse en la titularidad, pero una lesión lo dejó apartado de las canchas, sumado a la consolidación de John Heitinga y de Thomas Vermaelen, que eran los defensas centrales fijos. Debido a esto, no estuvo presente el 11 de agosto en la obtención de la Supercopa donde derrotaron por 1-0 al PSV. Sin embargo, la llegada al banquillo del Ajax de Adrie Koster en octubre de 2007, quien hasta hace poco estaba dirigiendo la cantera del club, le dio mayor continuidad en el equipo. El 8 de diciembre anotó su primer gol en la temporada frente al Willem II en la victoria por 2-3. Volvió a marcar el 13 de enero de 2008 en la goleada por 6-1 sobre el AZ Alkmaar. Debido a sus buenas actuaciones en la temporada logró asentarse en la titularidad en la demarcación de lateral izquierdo, disputando en esa campaña 31 partidos, con dos goles en su favor, pero el Ajax solo acabó en la segunda posición, a tres puntos del PSV Eindhoven que se coronó campeón. Su buena temporada le otorgó ser condecorado como el Talento del año del Ajax esa temporada.
Después que Heitinga fichase por el Atlético de Madrid a mediados de 2008, Vertonghen pasó a ser indiscutible para el entrenador Marco van Basten como compañero de zaga de su compatriota Thomas Vermaelen. El histórico Johan Cruyff no ocultó su admiración por el joven zurdo que puede ocupar posiciones por izquierda tanto en defensa como en el mediocampo, por lo que el 26 de septiembre se le renovó el contrato hasta el 30 de junio de 2013. Dos días después, anotó un doblete en el triunfo de su club por 3-0 sobre el Vitesse Arnhem. El 7 de diciembre anotó el gol del triunfo en la victoria por 1-2 sobre el FC Volendam tras desviar de cabeza un cabezazo de su compañero Luis Suárez. El 17 de diciembre anotó su primer gol en competiciones europeas frente al Slavia Praga por la última fecha de la fase de grupos de la Copa de la UEFA 2008-09, encuentro que terminó 2-2.

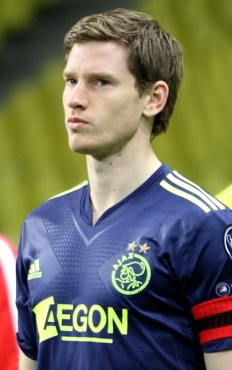
Vertonghen como capitán del Ajax, en un partido ante el Spartak de Moscú, por la Liga Europa de la UEFA.

A pesar de sufrir una lesión durante la semana en un entrenamiento, el 24 de enero de 2009 disputó como titular el encuentro frente al Groningen, considerado partido a ganar por el entrenador Marco van Basten. Lamentablemente Vertonghen fue expulsado por doble amarilla y el partido acabó en derrota por 1-0. El 1 de marzo contribuyó con una anotación en la victoria por 0-2 sobre el FC Utrecht. Sin embargo durante el partido sufrió una lesión en el tendón de la corva, lo que lo alejó 1 mes de las canchas lo que lo hizo perderse los encuentros frente al Olympique de Marsella por los octavos de final de la Copa UEFA. Volvió a jugar en abril pero su regreso solo duró algunos partidos después luego que su temporada terminara prematuramente después de agravar otra lesión. Aunque se perdió varios partidos debido a lesiones que complicaron su regreso a las canchas, en la Eredivisie fue regularmente titular jugando 26 partidos -23 como titular- marcando cuatro goles. El Ajax terminó ubicado en el tercer lugar con 69 puntos, a 22 puntos de distancia del AZ que culminó campeón.
En 2009, con la llegada de Martin Jol al banquillo, Vertonghen fue pieza fundamental para el equipo en el curso 2009-10. En la campaña jugó 32 partidos, anotando tres goles. Es de destacar no solo su presencia como central absoluto -junto con el también belga Toby Alderweireld-, sino que atrajo la atención de clubes importantes como el Barcelona o el AC Milan. En la campaña 09-10, ganó la copa local al vencer en doble final al Feyenoord.
En la campaña 2010-11, disputó la mayoría de los partidos de liga, siendo clave en la consecución del título de liga, que no ganaban desde el año 2004. Participó en 32 partidos, anotando seis goles. En el campeonato de copa, llegó a una nueva final, aunque cayó en la prórroga ante el FC Twente, mismo rival en la definición de la liga.
El curso 2011-12 fue positivo, ya que volvió a consagrarse campeón de liga en la penúltima fecha, finalizando con un saldo de 32 partidos en liga con ocho goles, y en la tabla terminó con 76 puntos tras 34 partidos en total.

### Tottenham Hotspur
Después de muchas especulaciones sobre su posible fichaje por algún club importante de Europa, el 8 de julio de 2012 el Tottenham Hotspur de la Premier League inglesa oficializó su fichaje por cuatro temporadas. Vertonghen hizo su debut en la Premier League el 25 de agosto de 2012, jugando los noventa minutos y recibiendo una tarjeta amarilla en el empate 1-1 del Tottenham ante el West Bromwich Albion en White Hart Lane.
Anotó su primer gol con los Spurs el 26 de septiembre de 2012, en el partido del Tottenham sobre el Carlisle United por la tercera ronda de la Copa de la Liga. Vertonghen volvió a anotar tres días después, convirtiendo su primer gol en la Premier League y el primero de tres goles del Tottenham en la histórica victoria 3-2 sobre el Manchester United en Old Trafford.
El 27 de julio de 2020 abandonó la entidad londinense después de ocho temporadas tras finalizar su contrato.

### Portugal y Bélgica
Entonces se marchó a Portugal, firmando a mediados de agosto por S. L. Benfica. Tras haber jugado más de 40 partidos en los dos primeros años, en el comienzo de su tercera temporada en el club solo tuvo minutos en uno, por lo que el 2 de septiembre de 2022 acordó su salida del club para ir a Bélgica y fichar por el R. S. C. Anderlecht. Quedó libre al finalizar la temporada 2023-24, pero a mediados de julio llegaron a un acuerdo para continuar un año más, el último de su carrera.

## Selección nacional

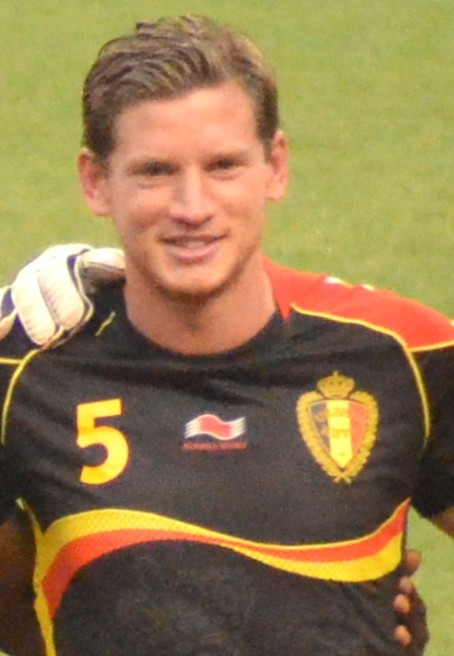
Vertonghen con en 2013.

Fue internacional con Bélgica en 157 ocasiones y anotó diez goles. Hizo su debut en la selección absoluta en 2007 en la derrota de su selección ante Portugal.
El 13 de mayo de 2014 el entrenador de la selección belga, Marc Wilmots, incluyó a Vertonghen en la lista preliminar de 24 jugadores convocados, cuatro de ellos guardametas, que iniciarán la preparación para la Copa Mundial de Fútbol de 2014. Se le asignó el número 5 para el torneo el 25 de mayo de 2014.
El 4 de junio de 2018 el seleccionador Roberto Martínez lo incluyó en la lista de 23 para el Mundial. Fue titular en la defensa durante el torneo, en el que marcó un gol de cabeza que inició la remontada contra Japón en los octavos de final, partido que ganaron finalmente por 3 a 2. La selección de Bélgica conseguiría un histórico tercer lugar.
Unos días después de la eliminación de Bélgica en la Eurocopa 2024, debido a un gol suyo en propia puerta frente a Francia, anunció su retirada internacional. En ese momento era el jugador que más veces había vestido la camiseta belga.

### Participaciones en Copas del Mundo
| Mundial           | Sede   | Resultado        | Partidos | Goles |
| ----------------- | ------ | ---------------- | -------- | ----- |
| Copa Mundial 2014 | Brasil | Cuartos de final | 5        | 1     |
| Copa Mundial 2018 | Rusia  | Tercer lugar     | 6        | 1     |
| Copa Mundial 2022 | Catar  | Fase de grupos   | 3        | 0     |

### Participaciones en Eurocopas
| Eurocopa                | Sede         | Resultado        |
| ----------------------- | ------------ | ---------------- |
| Eurocopa Sub-21 de 2007 | Países Bajos | Semifinal        |
| Eurocopa 2016           | Francia      | Cuartos de final |
| Eurocopa 2020           | Europa       | Cuartos de final |
| Eurocopa 2024           | Alemania     | Octavos de final |

### Goles internacionales
| #   | Fecha                    | Lugar                                            | Oponente             | Gol(es) | Resultado | Competición                         |
| --- | ------------------------ | ------------------------------------------------ | -------------------- | ------- | --------- | ----------------------------------- |
| 1.  | 12 de agosto de 2009     | Na Stínadlech, Teplice, República Checa          | República Checa      | 1 – 3   | 1 – 3     | Amistoso                            |
| 2.  | 29 de marzo de 2011      | Estadio Rey Balduino, Bruselas, Bélgica          | Azerbaiyán           | 4 – 1   | 4 – 1     | Clasificación para la Eurocopa 2012 |
| 3.  | 15 de agosto de 2012     | Estadio Rey Balduino, Bruselas, Bélgica          | Países Bajos         | 4 – 2   | 4 – 2     | Amistoso                            |
| 4.  | 7 de septiembre de 2012  | Millenium Stadium, Cardiff, Gales                | Gales                | 2 – 0   | 2 – 0     | Clasificación Mundial 2014          |
| 5.  | 26 de junio de 2014      | Estadio Arena Corinthians, São Paulo, Brasil     | Corea del Sur        | 1 – 0   | 1 – 0     | Copa Mundial de Fútbol de 2014      |
| 6.  | 13 de noviembre de 2015  | Estadio Rey Balduino, Bruselas, Bélgica          | Italia               | 1 – 1   | 3 – 1     | Amistoso                            |
| 7.  | 3 de septiembre de 2017  | Estadio Georgios Karaiskakis, Atenas, Grecia     | Grecia               | 1 – 0   | 2 – 1     | Clasificación Mundial 2018          |
| 8.  | 7 de octubre de 2017     | Estadio Grbavica, Sarajevo, Bosnia y Herzegovina | Bosnia y Herzegovina | 3 – 2   | 4 – 3     | Clasificación Mundial 2018          |
| 9.  | 2 de julio de 2018       | Rostov Arena, Rostov del Don, Rusia              | Japón                | 1 – 2   | 3 – 2     | Copa Mundial de Fútbol de 2018      |
| 10. | 12 de septiembre de 2023 | Estadio Rey Balduino, Bruselas, Bélgica          | Estonia              | 1 – 0   | 5 – 0     | Clasificación para la Eurocopa 2024 |

Solo incluye goles con la selección mayor.

## Estilo de juego
Es un jugador zurdo que actúa como defensa central, aunque también ha actuado como lateral izquierdo, e incluso de centrocampista defensivo. Según algunos de los técnicos por los que ha pasado, posee buenas habilidades de liderazgo, además de una buena destreza con el balón y una excelente capacidad tanto para atacar como para defender.

## Estadísticas

### Clubes
Actualizado al final de su carrera.
| Club                               | Div.          | Temporada     | Liga  | Liga  | Copas nacionales | Copas nacionales | Copas internacionales | Copas internacionales | Total | Total |
| Club                               | Div.          | Temporada     | Part. | Goles | Part.            | Goles            | Part.                 | Goles                 | Part. | Goles |
| ---------------------------------- | ------------- | ------------- | ----- | ----- | ---------------- | ---------------- | --------------------- | --------------------- | ----- | ----- |
| A. F. C. Ajax · Países Bajos       | 1.ª           | 2006-07       | 3     | 0     | 0                | 0                | 3                     | 0                     | 6     | 0     |
| RKC Waalwijk · Países Bajos        | 1.ª           | 2006-07       | 12    | 3     | 1                | 0                | 0                     | 0                     | 13    | 3     |
| RKC Waalwijk · Países Bajos        | Total club    | Total club    | 12    | 3     | 1                | 0                | 0                     | 0                     | 13    | 3     |
| A. F. C. Ajax · Países Bajos       | 1.ª           | 2007-08       | 33    | 2     | 3                | 0                | 1                     | 0                     | 37    | 2     |
| A. F. C. Ajax · Países Bajos       | 1.ª           | 2008-09       | 26    | 4     | 2                | 0                | 7                     | 1                     | 35    | 5     |
| A. F. C. Ajax · Países Bajos       | 1.ª           | 2009-10       | 32    | 3     | 7                | 0                | 10                    | 0                     | 49    | 3     |
| A. F. C. Ajax · Países Bajos       | 1.ª           | 2010-11       | 32    | 6     | 6                | 1                | 13                    | 1                     | 51    | 8     |
| A. F. C. Ajax · Países Bajos       | 1.ª           | 2011-12       | 31    | 8     | 3                | 2                | 8                     | 0                     | 42    | 10    |
| A. F. C. Ajax · Países Bajos       | Total club    | Total club    | 157   | 23    | 21               | 3                | 42                    | 2                     | 220   | 28    |
| Tottenham Hotspur F. C. Inglaterra | 1.ª           | 2012-13       | 34    | 4     | 3                | 1                | 12                    | 1                     | 49    | 6     |
| Tottenham Hotspur F. C. Inglaterra | 1.ª           | 2013-14       | 23    | 0     | 2                | 0                | 8                     | 1                     | 33    | 1     |
| Tottenham Hotspur F. C. Inglaterra | 1.ª           | 2014-15       | 32    | 0     | 8                | 0                | 7                     | 0                     | 47    | 0     |
| Tottenham Hotspur F. C. Inglaterra | 1.ª           | 2015-16       | 29    | 0     | 0                | 0                | 4                     | 0                     | 33    | 0     |
| Tottenham Hotspur F. C. Inglaterra | 1.ª           | 2016-17       | 33    | 0     | 3                | 0                | 6                     | 0                     | 42    | 0     |
| Tottenham Hotspur F. C. Inglaterra | 1.ª           | 2017-18       | 36    | 0     | 5                | 1                | 6                     | 0                     | 47    | 1     |
| Tottenham Hotspur F. C. Inglaterra | 1.ª           | 2018-19       | 22    | 1     | 2                | 0                | 10                    | 1                     | 34    | 2     |
| Tottenham Hotspur F. C. Inglaterra | 1.ª           | 2019-20       | 23    | 1     | 4                | 1                | 3                     | 0                     | 30    | 2     |
| Tottenham Hotspur F. C. Inglaterra | Total club    | Total club    | 232   | 6     | 27               | 3                | 56                    | 3                     | 315   | 12    |
| S. L. Benfica Portugal             | 1.ª           | 2020-21       | 28    | 0     | 5                | 0                | 9                     | 1                     | 42    | 1     |
| S. L. Benfica Portugal             | 1.ª           | 2021-22       | 28    | 0     | 5                | 0                | 13                    | 0                     | 46    | 0     |
| S. L. Benfica Portugal             | 1.ª           | 2022-23       | 1     | 0     | ―                | ―                | 0                     | 0                     | 1     | 0     |
| S. L. Benfica Portugal             | Total club    | Total club    | 57    | 0     | 10               | 0                | 22                    | 1                     | 89    | 1     |
| R. S. C. Anderlecht · Bélgica      | 1.ª           | 2022-23       | 24    | 1     | 1                | 0                | 11                    | 1                     | 36    | 2     |
| R. S. C. Anderlecht · Bélgica      | 1.ª           | 2023-24       | 34    | 3     | 2                | 0                | ―                     | ―                     | 36    | 3     |
| R. S. C. Anderlecht · Bélgica      | 1.ª           | 2024-25       | 6     | 0     | 1                | 0                | 1                     | 0                     | 8     | 0     |
| R. S. C. Anderlecht · Bélgica      | Total club    | Total club    | 64    | 4     | 4                | 0                | 12                    | 1                     | 80    | 5     |
| Total carrera                      | Total carrera | Total carrera | 522   | 36    | 63               | 6                | 132                   | 7                     | 717   | 49    |
| 1. 2. 3.                           |               |               |       |       |                  |                  |                       |                       |       |       |

### Selecciones
Actualizado al último partido jugado el 13 de octubre de 2019.
| Selección | Temporada | Amistosos | Amistosos | Amistosos | Clasificación | Clasificación | Clasificación | Eurocopa | Eurocopa | Eurocopa | Mundial | Mundial | Mundial | Total | Total | Total  |
| Selección | Temporada | Part.     | Goles     | Asist.    | Part.         | Goles         | Asist.        | Part.    | Goles    | Asist.   | Part.   | Goles   | Asist.  | Part. | Goles | Asist. |
| --------- | --------- | --------- | --------- | --------- | ------------- | ------------- | ------------- | -------- | -------- | -------- | ------- | ------- | ------- | ----- | ----- | ------ |
| Bélgica   | 2007      | 0         | 0         | 0         | 6             | 0             | 0             | -        | -        | -        | -       | -       | -       | 6     | 0     | 0      |
| Bélgica   | 2008      | 3         | 0         | 0         | 4             | 0             | 1             | -        | -        | -        | -       | -       | -       | 7     | 0     | 1      |
| Bélgica   | 2009      | 3         | 1         | 0         | 3             | 0             | 0             | -        | -        | -        | -       | -       | -       | 6     | 1     | 0      |
| Bélgica   | 2010      | 4         | 0         | 0         | 3             | 0             | 1             | -        | -        | -        | -       | -       | -       | 7     | 0     | 1      |
| Bélgica   | 2011      | 2         | 0         | 0         | 6             | 1             | 0             | -        | -        | -        | -       | -       | -       | 7     | 1     | 0      |
| Bélgica   | 2012      | 5         | 1         | 0         | 4             | 1             | 1             | -        | -        | -        | -       | -       | -       | 9     | 2     | 1      |
| Bélgica   | 2013      | 4         | 0         | 0         | 6             | 0             | 1             | -        | -        | -        | -       | -       | -       | 10    | 0     | 1      |
| Bélgica   | 2014      | 5         | 0         | 0         | 3             | 0             | 1             | -        | -        | -        | 5       | 1       | 0       | 13    | 1     | 1      |
| Bélgica   | 2015      | 2         | 1         | 0         | 7             | 0             | 0             | -        | -        | -        | -       | -       | -       | 9     | 1     | 0      |
| Bélgica   | 2016      | 5         | 0         | 0         | 4             | 0             | 0             | 4        | 0        | 0        | -       | -       | -       | 13    | 0     | 0      |
| Bélgica   | 2017      | 3         | 0         | 1         | 6             | 2             | 0             | -        | -        | -        | -       | -       | -       | 9     | 2     | 1      |
| Bélgica   | 2018      | 5         | 0         | 0         | 1             | 0             | 0             | -        | -        | -        | 6       | 1       | 0       | 12    | 1     | 0      |
| Bélgica   | 2019      | 0         | 0         | 0         | 8             | 0             | 0             | -        | -        | -        | -       | -       | -       | 8     | 0     | 0      |
| Total     | Total     | 42        | 3         | 1         | 61            | 4             | 5             | 4        | 0        | 0        | 11      | 2       | 0       | 118   | 9     | 6      |

## Palmarés

### Campeonatos nacionales
| Título                        | Club              | País         | Año  |
| ----------------------------- | ----------------- | ------------ | ---- |
| Supercopa de los Países Bajos | Ajax de Ámsterdam | Países Bajos | 2007 |
| Copa de los Países Bajos      | Ajax de Ámsterdam | Países Bajos | 2010 |
| Eredivisie                    | Ajax de Ámsterdam | Países Bajos | 2011 |
| Eredivisie                    | Ajax de Ámsterdam | Países Bajos | 2012 |

### Distinciones individuales
| Distinción                             | Año     |
| -------------------------------------- | ------- |
| Talento del año en el A. F. C. Ajax    | 2007-08 |
| Futbolista del año en los Países Bajos | 2012    |